# Slag bij Crotone
De Slag bij Crotone (13 juli 982) vond plaats bij de stad Crotone, tussen een Duits-Italiaans leger onder leiding van keizer Otto II van het Heilig Roomse Rijk en de Saracenen onder leiding van Abu al-Qasim, emir van Sicilië. Beide partijen leden zware verliezen en de slag werd uiteindelijk gewonnen door de Saracenen. Dit betekende feitelijk het einde van Otto's II pogingen om Zuid-Italië te onderwerpen.

## Aanleiding
Otto II had in 973 zijn vader, keizer Otto I de Grote, opgevolgd maar was tot 980 gedwongen geweest om zijn aandacht op Duitsland te richten. Pas eind 980 was hij in gelegenheid met een groot gevolg naar Italië te trekken. Tijdens zijn afwezigheid hadden lokale heren steeds meer macht aan zich getrokken en met name in Rome was politieke anarchie ontstaan. Otto herstelde zijn gezag in Rome en herstelde de macht van de paus. Daarna probeerde hij Zuid-Italië te onderwerpen. Dat was een politieke en militaire lappendeken, waar het Byzantijnse Rijk, de Saracenen en onafhankelijke vorsten van Langobardische herkomst elkaar voortdurend bevochten. Ook onder Otto I waren deze staatjes en enclaves onafhankelijk gebleven. Otto II wist de Langobardische hertogen te onderwerpen en veroverde de Byzantijnse steden Bari en Tarente. Daarna richtte hij zich op de Saracenen.

## De veldslag
Toen Abu al-Qasim in Calabrië hoorde dat het naderende keizerlijke leger sterker was dan zijn eigen leger, besloot hij zich terug te trekken naar Sicilië. Otto achtervolgde hem en dwong hem bij kaap Colonna, even buiten Crotone, tot een gevecht. De zware Duits-Italiaanse cavalerie verpletterde het centrum van de Saracenen, versloeg de garde van de emir en wist Abu al-Qasim te doden. De keizerlijke troepen hadden door het snelle succes in het centrum echter hun samenhang verloren en de Saracenen waren vervolgens in staat om de cavalerie in te sluiten. Veel van de ridders werden gedood en hierna vluchtte het Duits-Italiaanse leger. Otto kon ternauwernood ontsnappen door in zee te springen. Hij werd gered door een schip, was zo verstandig om zich niet als keizer bekend te maken en werd in Rossano weer aan land gezet. Veel hoge Duitse en Italiaanse edelen en een groot aantal graven zijn bij deze slag om het leven gekomen, onder hen: de Zuid-Italiaanse vorst Landulf IV van Benevento met zijn broer en zonen, bisschop Hendrik van Augsburg, markgraaf Gunther van Meißen en de abt van Fulda. Vooral de Saksische adel zou grote verliezen hebben geleden.

## Gevolgen
Het nieuws van de nederlaag van de keizer was een schok die in heel Europa werd gevoeld, zelfs Engelse kronieken maakten er melding van. Otto moest zich terugtrekken naar het noorden van Italië. De Slavische volken en de Denen maakten gebruik van deze tijdelijk zwakte van het Heilig Roomse keizerrijk. Zij maakten zich vrij van het Duitse oppergezag en veroverden grensgebieden die door de Duitsers waren bezet. Het resultaat van een inspanning van tientallen jaren om deze grensgebieden en hun bevolking op te nemen in het Duitse koninkrijk werden in 983 door deze opstand tenietgedaan. Otto II kon zijn machtspositie in het zuiden van Italië niet behouden en stierf een jaar later aan een ziekte. Het zuiden van Italië bleef verdeeld tussen de Byzantijnen, de Longobarden en de Saracenen, maar al deze drie partijen waren ernstig verzwakt. Enkele decennia later zouden de Normandiërs daar gebruik van maken en het gebied in korte tijd veroveren.